# Religion proto-indo-iranienne
La religion proto-indo-iranienne désigne la religion jadis supposément partagée par l'ensemble des peuples indo-iraniens avant le début des écritures hindou et zoroastrienne.

## Caractéristiques générales
Le témoignage de la racine *yaž- « honorer » au sens d'« honorer sa parole, ses engagements », semble établir l'importance de ce que Jean Haudry nomme la « religion de la vérité » dans la civilisation indo-iranienne, l'acte central du culte lui devant sa dénomination. Des abstraits divinisés sont devenus des entités comme Arta en Iran (*arta- « vérité ») ou des dieux ont occupé des positions importantes dans le panthéon : Varuna - Serment est devenu en Iran le dieu suprême Ahura Mazda, Mitra « Contrat » y est devenu plus tard le dieu principal du mithraïsme.